# (202092) Algirdas
(202092) Algirdas est un astéroïde de la ceinture principale.

## Description
(202092) Algirdas est un astéroïde de la ceinture principale. Il fut découvert le 11 octobre 2004 à Moletai par Kazimieras Černis. Il présente une orbite caractérisée par un demi-grand axe de 2,64 UA, une excentricité de 0,25 et une inclinaison de 13,4° par rapport à l'écliptique.

## Compléments